# Gåxsjö församling
Gåxsjö församling är en församling i Norra Jämtlands kontrakt i Härnösands stift. Församlingen ingår i Strömsunds pastorat och ligger i Strömsunds kommun i Jämtlands län i Jämtland.

## Administrativ historik
Församlingen bildades 1893 genom en utbrytning ur Hammerdals församling.
Församlingen var till 2009 annexförsamling i pastoratet Hammerdal och Gåxsjö. Församlingen ingår sedan 2009 i Strömsunds pastorat.

## Kyrkor
- Gåxsjö kyrka